# Ruta Estatal de Nevada 878
La Ruta Estatal de Nevada 878, y abreviada SR 878 (en inglés: Nevada State Route 878) es una carretera estatal estadounidense ubicada en el estado de Nevada. La carretera inicia en el Sur desde la Aparcamiento de East Mt. Rose hacia el Norte en la SR 431     en Incline Village. La carretera tiene una longitud de 1,6 km (1.022 mi).

## Mantenimiento
Al igual que las autopistas interestatales, y las rutas federales y el resto de carreteras estatales, la Ruta Estatal de Nevada 878 es administrada y mantenida por el Departamento de Transporte de Nevada por sus siglas en inglés Nevada DOT.